# Gynoplistia fergusoni
Gynoplistia fergusoni là một loài ruồi trong họ Limoniidae. Chúng phân bố ở miền Australasia.